# New Zealand Antarctic Research Programme

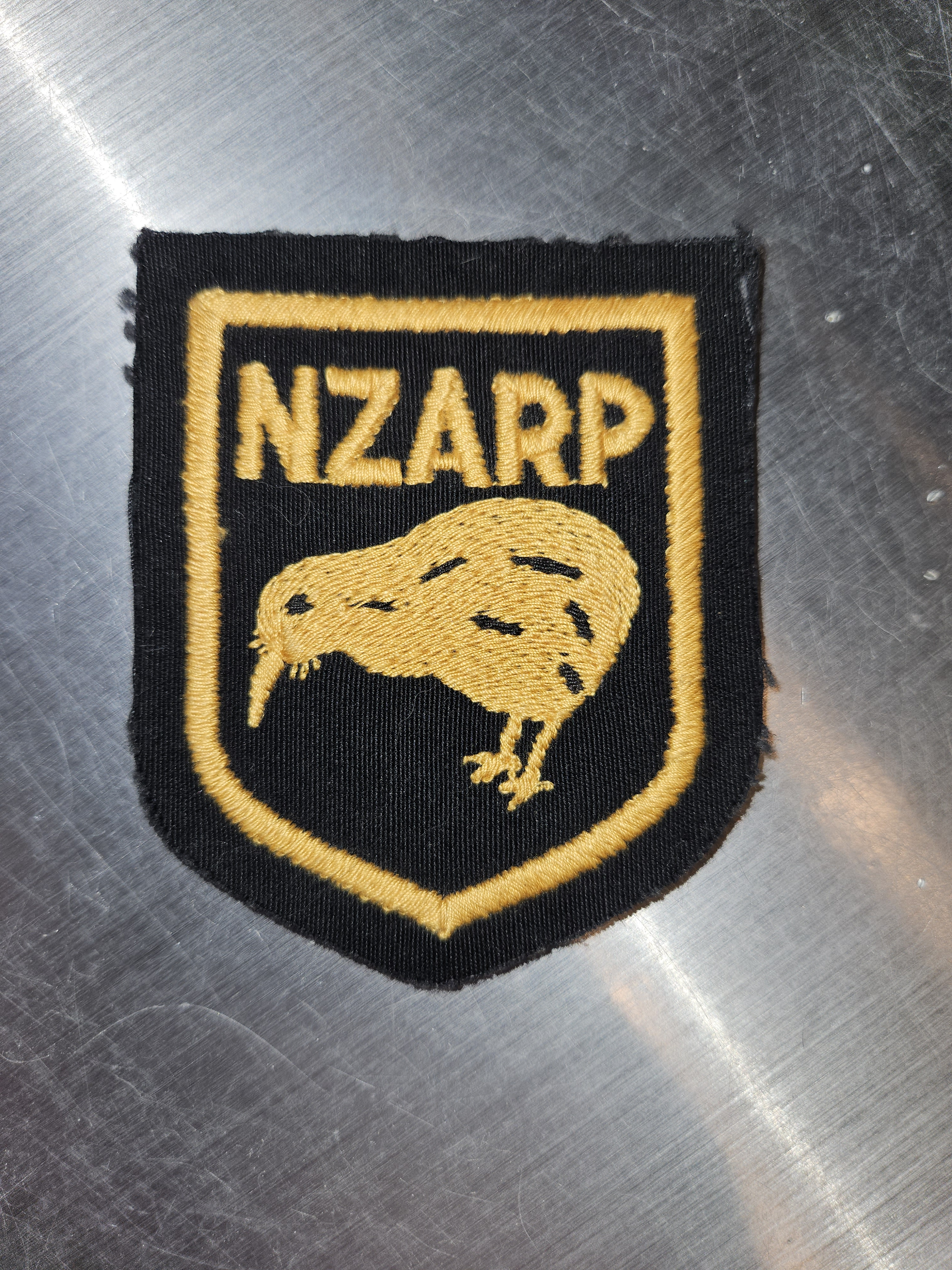
Abzeichen der Einheit des ehemaligen Neuseeländischen Antarktis-Forschungsprogramms (NZARP) aus dem Jahr 1976.

Das New Zealand Antarctic Research Programme (NZARP) war seit 1957 ein Forschungsprogramm der Geophysikalischen Abteilung des Department of Scientific and Industrial Research (DSIR) der neuseeländischen Regierung. Im Rahmen des Programms wurde eine dauerhaft besetzte Forschungsstation in der Antarktika betrieben. Das Programm war in Wellington beheimatet. 1996 wurde es im Rahmen einer Neuordnung in andere Regierungsprogramme bzw. -agenturen überführt.
Ziel und Aufgabenstellung von NZARP war die Unterstützung von wissenschaftlicher Feldforschung in den Bereichen Geochemie, Geologie, Meteorologie, Limnologie, Botanik und Zoologie in der Antarktika. Die Teilnehmer arbeiteten als Forscher, Expeditionsleiter und zum Unterhalt der Scott Base.

## Geschichte
Der Ursprung des NZARP war der Wunsch der Neuseeländischen Regierung im Jahr 1953, eine Forschungsstation in der Antarktis zu errichten.
Der erste Spatenstich für die Errichtung der Scott Base erfolgte am 10. Januar 1957. Der Zusammenbau der Basis mit acht Mann vor Ort, die dies vorher in Wellington bereits einmal probeweise durchgeführt hatten, begann zwei Tage später und war am 20. Januar 1957 abgeschlossen.
Seit 1959 beteiligt sich das NZARP im Rahmen des Ross Dependency Research Committee an Forschungen im Ross-Nebengebiet, dem von Neuseeland beanspruchten Teil der Antarktika.
1962 wurde die Scott Base als permanente Forschungsstation bestimmt und das NZARP mit der Unterhaltung beauftragt.
1967 wurden durch Peter Barrett die ersten Überreste von Landwirbeltieren in der Antarktika nachgewiesen, was die Theorie der Kontinentaldrift stützte.
1969 erreichte ein sechsköpfiges Frauenteam des NZARP als erste Frauen den Südpol.
Im Rahmen des NZARP wurden diverse weitere geografische Objekte erkundet, darunter Ball-Gletscher, Atkinson-Gletscher, Findlay Range, Thomas Heights und Mount Bradshaw.
Bei der Neuordnung der staatlichen Forschungsaktivitäten und -träger in die Crown Research Institutes (CRIs) im Jahr 1992 wurde NZARP dem National Institute of Water and Atmospheric Research (NIWA) zugeordnet.
Seit 1996 laufen die Aktivitäten des Programmes im Rahmen der neu errichteten Regierungsbehörde The New Zealand Antarctic Institute oder Antarctica New Zealand.
Von der ersten Station stehen zurzeit noch drei Gebäude. In 2005 wurde durch Antarctica New Zealand ein neues 1800 m2 großes Gebäude errichtet, das Hillary Field Centre benannt wird. Es hat Platz für Materialhandling, normalen und gekühlten Lagerraum, Büros, Fitnessraum, Besprechungs- und Schulungsräume sowie Werkstätten zur Instandhaltung der Expeditionsgeräte. Mit der Vergrößerung der Basis hat sich auch das Programm von Antarctica New Zealand gegenüber den Anfängen als NZARP vergrößert.